# المعبر (فلم)
المعبر (بالفرنسية: La Traversée) هو فيلم إثارة فرنسي من إخراج جيروم كورنيو سنة 2012.
الفيلم مقتبس من رواية «لأني أحبك» للروائي الفرنسي غيوم ميسو.

## روابط خارجية
- مقالات تستعمل روابط فنية بلا صلة مع ويكي بيانات